# Villaseco (Viana del Bollo)
Villaseco (llamada oficialmente San Vicenzo de Vilaseco da Serra) es una parroquia y un lugar del municipio español de Viana del Bollo, en la provincia de Orense, Galicia.

## Toponimia
La parroquia también es conocida por los nombres de San Vicente de Vilaseco y San Vicente de Villaseco.

## Organización territorial
La parroquia está formada por una entidad de población:
- Vilaseco (Vilaseco da Serra)

## Demografía
Gráfica demográfica del lugar y parroquia de Villaseco según el INE español:
| Gráfica de evolución demográfica de Villaseco entre 2000 y 2023 |
|                                                                 |
| Datos según el nomenclátor publicado por el INE.                |